# Il romanzo di un giovane povero (film 1942)
Il romanzo di un giovane povero è un film del 1942 diretto da Guido Brignone, tratto dal romanzo omonimo di Octave Feuillet.

## Trama
1858. Lontano da casa, il giovane marchese Massimo di Champcey d'Hauterive viene informato della morte del padre. Rientrato a Torino, il notaio Laubepin lo informa che il padre, a causa di sbagliate operazioni finanziarie, ha dilapidato il patrimonio di famiglia. Ormai orfano e senza più beni, Massimo va ad avvisare la sorella minore in collegio; poi rinuncia al titolo nobiliare, conservando soltanto il primo nome familiare, Odiot, e accetta il lavoro che il notaio gli ha procurato come intendente presso la ricca famiglia borghese dei Laroque. Ben presto, grazie alla sua correttezza e ai suoi modi distinti, Massimo riesce a conquistare la piena fiducia dei datori di lavoro. Soltanto la più giovane della famiglia, l'altera Margherita, lo disprezza e lo evita; ma anche se sa di non avere alcuna speranza, si innamora di lei. Poi, il colpo di scena: prima di morire l'anziano capofamiglia confessa che le sue ricchezze sono dovute a un reato commesso ai danni di un avo di Massimo; la rivelazione è determinante per sancire Massimo come unico erede universale di tutti i beni della famiglia Laroque. Massimo si ritrova quindi ricco, mentre Margherita è diventata povera. Nonostante ciò, il ragazzo le offre il proprio amore e il proprio patrimonio.

## Produzione
Il film venne girato tra la primavera e l'estate del 1942 negli stabilimenti romani di Cinecittà.

## Distribuzione
Il film venne distribuito nelle sale cinematografiche italiane il 19 ottobre del 1942.

## Critica
(Mino Doletti, Film, 16 gennaio 1943)